# Список призерів чемпіонатів України з легкої атлетики серед жінок (технічні дисципліни та багатоборство)
Цей список включає призерів чемпіонатів України з легкої атлетики в жіночих технічних дисциплінах (стрибки та метання) та семиборстві за всі роки їх проведення.

## Стрибки

### Стрибки у висоту
| Чемпіонат | Золото                                    | Срібло                                                             | Бронза                                 |
| --------- | ----------------------------------------- | ------------------------------------------------------------------ | -------------------------------------- |
| 1992      | Інга Бабакова Миколаївська область        | Лариса Серебрянська Донецька область                               | Лариса Григоренко Київ                 |
| 1993      | Лариса Серебрянська Донецька область      |                                                                    | Галина Михайлова Тернопільська область |
| 1994      | Ірина Михальченко Миколаївська область    |                                                                    |                                        |
| 1995      | Віта Стьопіна Запорізька область          |                                                                    |                                        |
| 1996      | Віта Стьопіна Запорізька область          |                                                                    |                                        |
| 1997      | Ірина Михальченко Київ                    | Віта Паламар Хмельницька область                                   | Тетяна Гулевич Білорусь                |
| 1998      | Ірина Михальченко Київ                    | Тетяна Ніколаєва (Щуренко) Запорізька область                      | Віта Стьопіна Запорізька область       |
| 1999      | Віта Стьопіна Запорізька область          | Віта Паламар Київ                                                  | Ірина Михайльченко Київ                |
| 2000      | Ірина Михальченко Київ                    | Віта Паламар Київ                                                  | Віта Стьопіна Запорізька область       |
| 2001      | Віта Паламар Київ                         | Віта Стьопіна Миколаївська область                                 | Ірина Михальченко Київ                 |
| 2002      | Ірина Михальченко Київ                    | Віта Стьопіна Запорізька область                                   | Віта Паламар Київ                      |
| 2003      | Віта Паламар Київ                         | Інга Бабакова Миколаївська областьВіта Стьопіна Запорізька область | не вручалась                           |
| 2004      | Віта Стьопіна Запорізька область          | Інга Бабакова Миколаївська область                                 | Ірина Михальченко Київ                 |
| 2005      | Ірина Михальченко Київ                    | Віта Паламар Запорізька область                                    | Ірина Коваленко Київська область       |
| 2006      | Ірина Михальченко Київ                    | Ірина Коваленко Київська область                                   | Валентина Ляшенко Київ                 |
| 2007      | Віта Паламар Запорізька область           | Віта Стьопіна Миколаївська область                                 | Ірина Коваленко Київська область       |
| 2008      | Віта Стьопіна Миколаївська область        | Віта Паламар Запорізька область                                    | Ірина Михальченко Київ                 |
| 2009      | Віта Стьопіна Миколаївська область        | Ірина Михальченко Київ                                             | Наталія Гапчук Житомирська область     |
| 2010      | Віта Стьопіна Миколаївська область        | Оксана Окунєва Миколаївська область                                | Єлизавета Гладкова Харківська область  |
| 2011      | Оксана Окунєва Миколаївська область       | Ірина Михальченко Київська область                                 | Віта Паламар Запорізька область        |
| 2012      | Олена Холоша Миколаївська область         | Віта Стьопіна Миколаївська область                                 | Ірина Геращенко Київ                   |
| 2013      | Оксана Окунєва Миколаївська область       | Наталія Гапчук Житомирська область                                 | Валентина Ляшенко Київська область     |
| 2014      | Оксана Окунєва Миколаївська область       | Ірина Коваленко Запорізька область                                 | Валентина Ляшенко Київська область     |
| 2015      | Оксана Окунєва Миколаївська область       | Ірина Геращенко Київ                                               | Ірина Коваленко Запорізька область     |
| 2016      | Оксана Окунєва Миколаївська область       | Юлія Левченко Київ                                                 | Валентина Ляшенко Грузія               |
| 2017      | Оксана Окунєва Миколаївська область       | Ірина Геращенко Київ                                               | Юлія Левченко Київ                     |
| 2018      | Юлія Левченко Київ                        | Катерина Табашник Харківська область                               | Оксана Окунєва Миколаївська область    |
| 2019      | Юлія Левченко Київ                        | Ярослава Магучіх Дніпропетровська область                          | Ірина Геращенко Київ                   |
| 2020      | Оксана Окунєва Миколаївська область       | Юлія Чумаченко Донецька область                                    | Лілія Клінцова Харківська область      |
| 2021      | Ярослава Магучіх Дніпропетровська область | Ірина Геращенко Київ                                               | Оксана Окунєва Миколаївська область    |
| 2022      | Юлія Чумаченко Донецька область           | Вікторія Кармаренко Запорізька область                             | Лілія Клінцова Харківська область      |
| 2023      | Ірина Геращенко Київ                      | Юлія Левченко Київ                                                 | Юлія Чумаченко Донецька область        |
| 2024      | Ірина Геращенко Київ                      | Катерина Табашник Харківська область                               | Юлія Левченко Київ                     |
| 2025      | Юлія Левченко Київ                        | Катерина Табашник Харківська область                               | Юлія Чумаченко Донецька область        |

### Стрибки з жердиною
| Чемпіонат | Золото                                    | Срібло                                        | Бронза                                                                |
| --------- | ----------------------------------------- | --------------------------------------------- | --------------------------------------------------------------------- |
| 1996      | Анжела Балахонова Київ                    |                                               | Людмила Бесараб Київська область                                      |
| 1997      | Анжела Балахонова Київ                    | Наталія Калініченко Київська область          | Лариса Тетерюк Київська область                                       |
| 1998      | Людмила Приходько Донецька область        | Наталія Калініченко Харківська область        | Євгенія Савіна Харківська область                                     |
| 1999      | Анжела Балахонова Київ                    | Олександра Виборнова Миколаївська область     | Євгенія Савіна Харківська область                                     |
| 2000      | Анжела Балахонова Київ                    | Наталія Кущ (Мазурик) Донецька область        | Наталія Калініченко Київська область                                  |
| 2001      | Анжела Балахонова Київ                    | Наталія Кущ (Мазурик) Донецька область        | Людмила Вайленко (Приходько) Донецька область                         |
| 2002      | Євгенія Коткова (Савіна) Донецька область | Людмила Вайленко (Приходько) Донецька область | Наталія Василевська Київ                                              |
| 2003      | Наталія Кущ (Мазурик) Донецька область    | Анжела Балахонова Київ                        | Євгенія Коткова (Савіна) Донецька область                             |
| 2004      | Анжела Балахонова Київ                    | Наталія Кущ (Мазурик) Донецька область        | Людмила Вайленко (Приходько) Донецька область                         |
| 2005      | Анжела Балахонова Київ                    | Наталія Кущ (Мазурик) Донецька область        | Людмила Вайленко (Приходько) Донецька область                         |
| 2006      | Алевтина Руєва Дніпропетровська область   | Людмила Вайленко (Приходько) Донецька область | Галина Пономаренко Донецька область                                   |
| 2007      | Наталія Кущ (Мазурик) Донецька область    | Людмила Вайленко (Приходько) Донецька область | Катерина Козлова Донецька область                                     |
| 2008      | Наталія Мазурик Донецька область          | Алевтина Руєва Дніпропетровська область       | Тетяна Гапішко Миколаївська областьЄвгенія Полушкіна Донецька область |
| 2009      | Алевтина Руєва Дніпропетровська область   | Наталія Мазурик Донецька область              | Оксана Петренко Миколаївська областьКатерина Козлова Донецька область |
| 2010      | Оксана Петренко Миколаївська область      | Маргарита Кривко Одеська область              | Оксана Редько Харківська область                                      |
| 2011      | Ксенія Черткошвілі Донецька область       | Ганна Шелех Донецька область                  | Наталія Мазурик Донецька область                                      |
| 2012      | Наталія Мазурик Донецька область          | Алевтина Руєва Дніпропетровська область       | Ксенія Черткошвілі Донецька область                                   |
| 2013      | Катерина Козлова Донецька область         | Ганна Шелех Донецька область                  | Ксенія Черткошвілі Донецька область                                   |
| 2014      | Ганна Шелех Донецька область              | Тетяна Гапішко Київська область               | Ксенія Черткошвілі Донецька область                                   |
| 2015      | Марина Килипко Харківська область         | Ганна Шелех Донецька область                  | Тетяна Гапішко Київська область                                       |
| 2016      | Марина Килипко Харківська область         | Ганна Шелех Донецька область                  | Яна Гладійчук Київ                                                    |
| 2017      | Марина Килипко Харківська область         | Яна Гладійчук Київ                            | Ганна Шелех Донецька область                                          |
| 2018      | Марина Килипко Харківська область         | Яна Гладійчук Київ                            | Юлія Максименко Дніпропетровська область                              |
| 2019      | Марина Килипко Харківська область         | Яна Гладійчук Київ                            | Юлія Максименко Дніпропетровська область                              |
| 2020      | Марина Килипко Харківська область         | Яна Гладійчук Київ                            | Юлія Козуб Миколаївська область                                       |
| 2021      | Марина Килипко Харківська область         | Яна Гладійчук Київ                            | Юлія Козуб Миколаївська область                                       |
| 2022      | Яна Гладійчук Київ                        | Юлія Козуб Миколаївська область               | Тетяна Гамора Харківська область                                      |
| 2023      | Яна Гладійчук Київ                        | Тетяна Гамора Харківська область              | Карина Вегнер Волинська область                                       |
| 2024      | Яна Гладійчук Київ                        | Марина Килипко Харківська область             | Юлія Бортнікова Дніпропетровська область                              |
| 2025      | Марина Килипко Харківська область         | Юлія Козуб Миколаївська область               | Тетяна Гамора Харківська область                                      |

### Стрибки в довжину
| Чемпіонат | Золото                                     | Срібло                                            | Бронза                                            |
| --------- | ------------------------------------------ | ------------------------------------------------- | ------------------------------------------------- |
| 1992      | Олена Хлопотнова Харківська область        | Алла Нечипорець Рівненська область                | Вікторія Вершиніна Київ                           |
| 1993      | Лариса Бережна Київська область            |                                                   |                                                   |
| 1994      | Олена Семираз Тернопільська область        | Вікторія Вершиніна Київська область               |                                                   |
| 1995      | Олена Хлопотнова Харківська область        | Вікторія Вершиніна Київ                           | Наталія Сорокіна Вінницька область                |
| 1996      | Олена Шеховцова Київ                       |                                                   | Олена Хлопотнова Харківська область               |
| 1997      | Олена Шеховцова Київ                       | Олена Хлопотнова Харківська область               | Вікторія Вершиніна Київ                           |
| 1998      | Олена Хлопотнова Харківська область        | Олена Шеховцова Київ                              | Оксана Деркач Вінницька область                   |
| 1999      | Вікторія Вершиніна Київська область        | Євгенія Ставчанська Чернівецька область           | Іоланта Хропач Київ                               |
| 2000      | Олена Шеховцова Київ                       | Вікторія Вершиніна Київська область               | Олександра Стаднюк Черкаська область              |
| 2001      | Олена Шеховцова Київ                       | Наталія Сорокіна Вінницька область                | Євгенія Ставчанська Чернівецька область           |
| 2002      | Олена Шеховцова Київ                       | Олександра Стаднюк Черкаська область              | Юлія Акуленко Дніпропетровська область            |
| 2003      | Наталія Сорокіна Вінницька область         | Юлія Акуленко Дніпропетровська область            | Вікторія Вершиніна Київ                           |
| 2004      | Вікторія Молчанова Харківська область      | Катерина Чернявська Харківська область            | Оксана Зубковська Київ                            |
| 2005      | Вікторія Молчанова Харківська область      | Олександра Стаднюк Черкаська область              | Наталія Сорокіна Вінницька область                |
| 2006      | Вікторія Рибалко Запорізька область        | Вікторія Молчанова Харківська область             | Наталія Сорокіна Вінницька область                |
| 2007      | Вікторія Рибалко Запорізька область        | Олександра Стаднюк Черкаська область              | Оксана Зубковська Київ                            |
| 2008      | Вікторія Рибалко Запорізька область        | Олександра Стаднюк Черкаська область              | Наталія Сорокіна Вінницька область                |
| 2009      | Вікторія Молчанова Харківська область      | Олександра Стаднюк Черкаська область              | Вікторія Рибалко Запорізька область               |
| 2010      | Вікторія Рибалко Запорізька область        | Дар'я Піжанкова Харківська область                | Олександра Стаднюк Черкаська область              |
| 2011      | Вікторія Рибалко Запорізька область        | Вікторія Молчанова Харківська область             | Інна Ахкозова Київська область                    |
| 2012      | Вікторія Рибалко Запорізька область        | Маргарита Твердохліб Донецька область             | Вікторія Молчанова Харківська область             |
| 2013      | Анастасія Мохнюк Київська область          | Ірина Ніколаєва Черкаська область                 | Анна Корнута (Венгрус) Харківська область         |
| 2014      | Оксана Зубковська Київ                     | Анна Корнута (Венгрус) Харківська область         | Маргарита Твердохліб Донецька область             |
| 2015      | Марина Бех Хмельницька область             | Маргарита Твердохліб Донецька область             | Крістіна Гришутіна Київ                           |
| 2016      | Марина Бех Хмельницька область             | Оксана Зубковська Київ                            | Анна Корнута (Венгрус) Харківська область         |
| 2017      | Марина Бех Хмельницька область             | Крістіна Гришутіна Київ                           | Єлизавета Бабій Запорізька область                |
| 2018      | Марина Бех Хмельницька область             | Крістіна Гришутіна Київ                           | Анастасія Черемісіна Київська область             |
| 2019      | Марина Бех-Романчук Хмельницька область    | Юлія Фірсова Київ                                 | Анастасія Черемісіна Київська область             |
| 2020      | Марина Бех-Романчук Хмельницька область    | Крістіна Гришутіна Рівненська область             | Оксана Мартинова (Малогловець) Харківська область |
| 2021      | Марина Бех-Романчук Хмельницька область    | Ірина Нерубальщик Харківська область              | Оксана Мартинова (Малогловець) Харківська область |
| 2022      | Наталія-Вікторія Хамула Полтавська область | Оксана Мартинова (Малогловець) Харківська область | Інна Сидоренко Дніпропетровська область           |
| 2023      | Оксана Малогловець Харківська область      | Ірина Нерубальщик Харківська область              | Аліна Лістунова Львівська область                 |
| 2024      | Оксана Малогловець Харківська область      | Інна Сидоренко Дніпропетровська область           | Ірина Нерубальщик Харківська область              |
| 2025      | Ірина Будзинська Харківська область        | Світлана Бойчук Київ                              | Аліна Лістунова Львівська область                 |

### Потрійний стрибок
| Чемпіонат | Золото                                  | Срібло                                           | Бронза                                           |
| --------- | --------------------------------------- | ------------------------------------------------ | ------------------------------------------------ |
| 1992      | Тетяна Ольхова Донецька область         | Олена Говорова Одеська область                   |                                                  |
| 1993      | Ольга Бойко Донецька область            |                                                  |                                                  |
| 1994      | Вікторія Вершиніна Київська область     |                                                  |                                                  |
| 1995      | Інеса Кравець Київ                      | Олена Хлусович Київ                              |                                                  |
| 1996      | Олена Говорова Київ                     | Олена Хлусович Київ                              | Ганна Родович (Єрохіна) Дніпропетровська область |
| 1997      | Олена Говорова Київ                     | Оксана Деркач Вінницька область                  | Іоланта Хропач Київ                              |
| 1998      | Олена Говорова Київ                     | Тетяна Котова Дніпропетровська область           | Оксана Деркач Вінницька область                  |
| 1999      | Олена Говорова Київ                     | Олена Хлусович Київ                              | Вікторія Вершиніна Київська область              |
| 2000      | Олена Говорова Київ                     | Олена Хлусович Київ                              | Іоланта Хропач Київ                              |
| 2001      | Олена Говорова Київ                     | Христина Нейжпапа Донецька область               | Олександра Стаднюк Черкаська область             |
| 2002      | Олена Говорова Київ                     | Ольга Саладуха Донецька область                  | Олександра Стаднюк Черкаська область             |
| 2003      | Олена Говорова Київ                     | Світлана Мамєєва Київ                            | Марина Самборська Вінницька область              |
| 2004      | Олена Говорова Київ                     | Тетяна Щуренко Київ                              | Тетяна Бочарова Казахстан                        |
| 2005      | Олександра Стаднюк Черкаська область    | Наталія Томашевська (Ястребова) Київська область | Ольга Саладуха Донецька область                  |
| 2006      | Тетяна Дяченко Дніпропетровська область | Лілія Кулик Харківська область                   | Олександра Стаднюк Черкаська область             |
| 2007      | Ольга Саладуха Донецька область         | Лілія Кулик Харківська область                   | Світлана Мамєєва Харківська область              |
| 2008      | Ольга Саладуха Донецька область         | Світлана Мамєєва Харківська область              | Лілія Кулик Харківська область                   |
| 2009      | Світлана Мамєєва Харківська область     | Наталія Ястребова Київська область               | Олександра Стаднюк Черкаська область             |
| 2010      | Лілія Кулик Харківська область          | Світлана Мамєєва Харківська область              | Ганна Демидова Миколаївська область              |
| 2011      | Руслана Цихоцька Чернівецька область    | Ганна Князєва Київ                               | Наталія Ястребова Київська область               |
| 2012      | Ганна Князєва Київ                      | Ганна Демидова Миколаївська область              | Руслана Цихоцька Чернівецька область             |
| 2013      | Наталія Ястребова АР Крим               | Руслана Цихоцька Чернівецька область             | Ірина Ніколаєва Черкаська область                |
| 2014      | Руслана Цихоцька Чернівецька область    | Ірина Ніколаєва Черкаська область                | Василина Бованко Київська область                |
| 2015      | Тетяна Пташкіна Луганська область       | Руслана Цихоцька Чернівецька область             | Катерина Кравченко Дніпропетровська область      |
| 2016      | Руслана Цихоцька Чернівецька область    | Ірина Піменова Київська область                  | Ірина Ніколаєва Черкаська область                |
| 2017      | Ольга Саладуха Донецька область         | Руслана Цихоцька Чернівецька область             | Ірина Ніколаєва Луганська область                |
| 2018      | Ольга Саладуха Донецька область         | Ганна Красуцька Донецька область                 | Ольга Корсун Полтавська область                  |
| 2019      | Ганна Красуцька Донецька область        | Катерина Попова Донецька область                 | Тетяна Головчук Дніпропетровська область         |
| 2020      | Ірина Піменова Харківська область       | Тетяна Пташкіна Луганська область                | Марія Сіней Київ                                 |
| 2021      | Тетяна Пташкіна Луганська область       | Марина Сіней Київ                                | Інна Сидоренко Дніпропетровська область          |
| 2022      | Інна Сидоренко Дніпропетровська область | Анна Костенко Дніпропетровська область           | Олександра Чернуха Хмельницька область           |
| 2023      | Марія Сіней Київ                        | Ганна Красуцька Донецька область                 | Вікторія Баранівська Донецька область            |
| 2024      | Ольга Корсун Полтавська область         | Вікторія Баранівська Донецька область            | Ганна Красуцька Донецька область                 |
| 2025      | Ольга Корсун Полтавська область         | Ганна Красуцька Донецька область                 | Марія Сіней Київ                                 |

## Метання

### Штовхання ядра
| Чемпіонат      | Золото                                      | Срібло                                     | Бронза                               |
| -------------- | ------------------------------------------- | ------------------------------------------ | ------------------------------------ |
| 1992           | Людмила Воєвудська Дніпропетровська область | Валентина Федюшина АР Крим                 | Віта Павлиш Харківська область       |
| 1993           | Віта Павлиш Харківська область              |                                            |                                      |
| 1994           | Валентина Федюшина АР Крим                  | Віта Павлиш Харківська область             |                                      |
| 1995           | Віта Павлиш Харківська область              | Надія Лукинів Івано-Франківська область    |                                      |
| 1996           | Віта Павлиш Харківська область              |                                            |                                      |
| 1997           | Валентина Федюшина Київ                     | Надія Лукинів Івано-Франківська область    | Оксана Захарчук Київська область     |
| 1998           | Олена Дементій Київська область             | Надія Лукинів Івано-Франківська область    | Тетяна Насонова Харківська область   |
| 1999           | Олена Дементій Київська область             | Юлія Савченко Полтавська область           | Лариса Лапа Дніпропетровська область |
| 2000           | Олена Дементій Київська область             | Оксана Захарчук Київська область           | Юлія Савченко Полтавська область     |
| 2000 (квітень) | Олена Дементій Київська область             | Оксана Захарчук Київська область           | Світлана Шевченко Київська область   |
| 2001           | Віта Павлиш Харківська область              | Олена Дементій Київська область            | Оксана Захарчук Київська область     |
| 2002           | Олена Дементій Київська область             | Тетяна Насонова Херсонська область         | Лариса Лапа Дніпропетровська область |
| 2002 (зимовий) | Лариса Лапа Дніпропетровська область        | Оксана Захарчук Київська область           | Тетяна Насонова Херсонська область   |
| 2003           | Віта Павлиш Київська область                | Тетяна Насонова Херсонська область         | Ілона Захарченко Київ                |
| 2004           | Оксана Захарчук Київська область            | Тетяна Насонова Херсонська область         | Світлана Сакун Чернігівська область  |
| 2005           | Тетяна Насонова Одеська область             | Світлана Сакун Чернігівська область        | Оксана Захарчук Київська область     |
| 2006           | Оксана Захарчук Київська область            | Світлана Сакун Чернігівська область        | Вікторія Дегтяр Одеська область      |
| 2007           | Тетяна Насонова Одеська область             | Світлана Сакун Чернігівська область        | Вікторія Дегтяр Одеська область      |
| 2008           | Вікторія Дегтяр Одеська область             | Тетяна Насонова Одеська область            | Анна Самолюк Київська область        |
| 2009           | Тетяна Насонова Херсонська область          | Вікторія Дегтяр Одеська область            | Анна Самолюк Київська область        |
| 2010           | Галина Облещук Івано-Франківська область    | Вікторія Дегтяр Одеська область            | Анна Самолюк Київська область        |
| 2011           | Галина Облещук Івано-Франківська область    | Анна Самолюк Київська область              | Ольга Голодна Київська область       |
| 2012           | Галина Облещук Івано-Франківська область    | Ольга Голодна Київська область             | Анна Самолюк Київська область        |
| 2013           | Галина Облещук Івано-Франківська область    | Анна Самолюк Київська область              | Юлія Саган Волинська область         |
| 2014           | Ольга Голодна Київська область              | Анна Самолюк Київська область              | Вікторія Савицька Одеська область    |
| 2015           | Галина Облещук Івано-Франківська область    | Анна Самолюк Київська область              | Юлія Саган Волинська область         |
| 2016           | Галина Облещук Івано-Франківська область    | Ольга Голодна Київська область             | Світлана Марусенко Черкаська область |
| 2017           | Вікторія Клочко Дніпропетровська область    | Світлана Марусенко Черкаська область       | Анна Самолюк Київська область        |
| 2018           | Ольга Голодна Київська область              | Вікторія Клочко Дніпропетровська область   | Анна Самолюк Київська область        |
| 2019           | Ольга Голодна Київська область              | Вікторія Клочко Дніпропетровська область   | Анна Самолюк Київська область        |
| 2020           | Ольга Голодна Київська область              | Тетяна Кравченко Київська область          | Світлана Марусенко Черкаська область |
| 2021           | Ольга Голодна Київська область              | Тетяна Кравченко Київська область          | Світлана Марусенко Черкаська область |
| 2022           | Ольга Голодна Київська область              | Софія Ромасюк Харківська область           | Тетяна Кравченко Київська область    |
| 2023           | Софія Ромасюк Харківська область            | Анна Самолюк Київська область              | Аліна Хакало Київська область        |
| 2024           | Ольга Голодна Київ                          | Марія Пономаренко Дніпропетровська область | Марія Ларіна Донецька область        |
| 2025           | Ольга Голодна Київська область              | Софія Ромасюк Харківська область           | Тетяна Насонова Херсонська область   |

### Метання диска
| Чемпіонат      | Золото                                          | Срібло                                     | Бронза                                       |
| -------------- | ----------------------------------------------- | ------------------------------------------ | -------------------------------------------- |
| 1992 (зимовий) |                                                 |                                            |                                              |
| 1992           | Ілона Захарченко Київ                           | Людмила Платонова Одеська область          | Олена Антонова Дніпропетровська область      |
| 1993 (зимовий) |                                                 |                                            |                                              |
| 1993           | Ольга Нікішина Луганська область                |                                            |                                              |
| 1994 (зимовий) |                                                 |                                            |                                              |
| 1994           | Ольга Нікішина Луганська область                |                                            |                                              |
| 1995 (зимовий) |                                                 |                                            |                                              |
| 1995           | Олена Антонова Дніпропетровська область         |                                            | Ілона Захарченко Київ                        |
| 1996 (зимовий) |                                                 |                                            |                                              |
| 1996           | Олена Антонова Дніпропетровська область         |                                            |                                              |
| 1997 (зимовий) |                                                 |                                            |                                              |
| 1997           | Олена Антонова Дніпропетровська область         | Вікторія Бойко Донецька область            | Ілона Захарченко Київ                        |
| 1998 (зимовий) |                                                 |                                            |                                              |
| 1998           | Олена Антонова Дніпропетровська область         | Вікторія Бойко Донецька область            | Ілона Захарченко Київ                        |
| 1999 (зимовий) | Олена Антонова Дніпропетровська область         | Вікторія Бойко Донецька область            | Тетяна Тищенко Волинська область             |
| 1999           | Олена Антонова Дніпропетровська область         | Вікторія Бойко Донецька область            | Олена Дементій Київська область              |
| 2000 (зимовий) | Олена Антонова Дніпропетровська область         | Олена Дементій Київська область            | Тетяна Тищенко Волинська область             |
| 2000           | Олена Антонова Дніпропетровська область         | Олена Дементій Київська область            | Ілона Захарченко Київ                        |
| 2001 (зимовий) | Олена Антонова Дніпропетровська область         | Вікторія Бойко Донецька область            | Наталія Фокіна (Семенова) Донецька область   |
| 2001           | Олена Антонова Дніпропетровська область         | Вікторія Бойко Донецька область            | Олена Дементій Київська область              |
| 2002 (зимовий) | Олена Антонова Дніпропетровська область         | Вікторія Бойко Донецька область            | Наталія Фокіна (Семенова) Донецька область   |
| 2002           | Олена Антонова Дніпропетровська область         | Вікторія Бойко Донецька область            | Наталія Фокіна (Семенова) Донецька область   |
| 2003 (зимовий) | Вікторія Бойко Донецька область                 | Олена Антонова Дніпропетровська область    | Наталія Фокіна (Семенова) Донецька область   |
| 2003           | Олена Антонова Дніпропетровська область         | Наталія Фокіна (Семенова) Донецька область | Вікторія Бойко Донецька область              |
| 2004 (зимовий) | Наталія Фокіна (Семенова) Донецька область      |                                            |                                              |
| 2004           | Олена Антонова Дніпропетровська область         | Наталія Фокіна (Семенова) Донецька область | Вікторія Бойко Донецька область              |
| 2005 (зимовий) | Наталія Фокіна (Семенова) Донецька область      | Вікторія Бойко Донецька область            | Катерина Карсак Одеська область              |
| 2005           | Олена Антонова Дніпропетровська область         | Наталія Фокіна (Семенова) Донецька область | Вікторія Бойко Донецька область              |
| 2006 (зимовий) | Наталія Фокіна (Семенова) Донецька область      | Вікторія Бойко Донецька область            | Олена Дементій Київська область              |
| 2006           | Катерина Карсак Одеська область                 | Наталія Фокіна (Семенова) Донецька область | Олена Антонова Дніпропетровська область      |
| 2007 (зимовий) | Олена Антонова Дніпропетровська область         | Наталія Фокіна (Семенова) Донецька область | Вікторія Бойко Донецька область              |
| 2007           | Катерина Карсак Одеська область                 | Олена Антонова Дніпропетровська область    | Наталія Фокіна (Семенова) Донецька область   |
| 2008 (зимовий) | Олена Антонова Дніпропетровська область         | Катерина Карсак Одеська область            | Наталія Семенова Донецька область            |
| 2008           | Наталія Семенова Донецька область               | Катерина Карсак Одеська область            | Олена Антонова Дніпропетровська область      |
| 2009 (зимовий) | Катерина Карсак Одеська область                 | Катерина Шишкіна Донецька область          | Марія Кошкарьова Дніпропетровська область    |
| 2009           | Катерина Карсак Одеська область                 | Олена Антонова Дніпропетровська область    | Сюзанн Крагбе Кот-д'Івуар                    |
| 2010 (зимовий) | Катерина Карсак Одеська область                 | Юлія Курило Донецька область               | Вікторія Клочко Дніпропетровська область     |
| 2010           | Катерина Карсак Одеська область                 | Катерина Шишкіна Донецька область          | Марія Кошкарьова Дніпропетровська область    |
| 2011 (зимовий) | Вікторія Клочко Дніпропетровська область        | Катерина Шишкіна Донецька область          | Вікторія Клочко Дніпропетровська область     |
| 2011           | Наталія Семенова Донецька область               | Вікторія Клочко Дніпропетровська область   | Катерина Шишкіна Донецька область            |
| 2012 (зимовий) | Наталія Семенова Донецька область               | Катерина Карсак Одеська область            | Юлія Курило Донецька область                 |
| 2012           | Наталія Семенова Донецька область               | Катерина Карсак Одеська область            | Юлія Курило Донецька область                 |
| 2013 (зимовий) | Наталія Семенова Донецька область               | Юлія Курило Донецька область               | Вікторія Клочко Дніпропетровська область     |
| 2013           | Наталія Семенова Донецька область               | Вікторія Клочко Дніпропетровська область   | Юлія Курило Донецька область                 |
| 2014 (зимовий) | Наталія Семенова Донецька область               | Катерина Карсак Одеська область            | Ольга Абрамчук Дніпропетровська область      |
| 2014           | Наталія Семенова Донецька область               | Вікторія Клочко Дніпропетровська область   | Ольга Абрамчук Дніпропетровська область      |
| 2015 (зимовий) | Наталія Семенова Донецька область               | Вікторія Клочко Дніпропетровська область   | Ольга Абрамчук Дніпропетровська область      |
| 2015           | Наталія Семенова Донецька область               | Вікторія Клочко Дніпропетровська область   | Ольга Абрамчук Дніпропетровська область      |
| 2016 (зимовий) | Катерина Никита (Нестеренко) Харківська область | Вікторія Клочко Дніпропетровська область   | Карина Чередниченко Дніпропетровська область |
| 2016           | Наталія Семенова Донецька область               | Ольга Абрамчук Київська область            | Вікторія Клочко Дніпропетровська область     |
| 2017 (зимовий) | Наталія Семенова Донецька область               | Вікторія Клочко Дніпропетровська область   | Наталія Урсуленко Херсонська область         |
| 2017           | Наталія Семенова Донецька область               | Вікторія Клочко Дніпропетровська область   | Валентина Загоруйко Хмельницька область      |
| 2018 (зимовий) | Наталія Семенова Донецька область               | Вікторія Клочко Дніпропетровська область   | Вікторія Савицька Одеська область            |
| 2018           | Вікторія Савицька Одеська область               | Вікторія Клочко Дніпропетровська область   | Карина Чередниченко Дніпропетровська область |
| 2019 (зимовий) | Вікторія Клочко Дніпропетровська область        | Вікторія Савицька Одеська область          | Катерина Нестеренко Харківська область       |
| 2019           | Наталія Семенова Донецька область               | Вікторія Савицька Одеська область          | Вікторія Клочко Дніпропетровська область     |
| 2020 (зимовий) | Наталія Семенова Донецька область               | Світлана Марусенко Черкаська область       | Олександра Лещенко Сумська область           |
| 2020           | Наталія Семенова Донецька область               | Дар'я Гаркуша Дніпропетровська область     | Катерина Лебідь Дніпропетровська область     |
| 2021 (зимовий) | Наталія Семенова Донецька область               | Ольга Палій Черкаська область              | не вручалась                                 |
| 2021           | Наталія Семенова Донецька область               | Дар'я Гаркуша Дніпропетровська область     | Валерія Дейкун Херсонська область            |
| 2022 (зимовий) | Катерина Нестеренко Харківська область          | Світлана Марусенко Черкаська область       | Тетяна Коритник Черкаська область            |
| 2022           | Наталія Семенова Донецька область               | Дар'я Гаркуша Дніпропетровська область     | Дар'я Козачок Житомирська область            |
| 2023 (зимовий) | Світлана Марусенко Черкаська область            | не вручалась                               | не вручалась                                 |
| 2023           | Карина Авраменко Дніпропетровська область       | Марія Стрєлець Донецька область            | Ганна Дунаєвська Харківська область          |
| 2024 (зимовий) | Наталія Семенова Донецька область               | Світлана Сорочук Дніпропетровська область  | Ганна Дунаєвська Харківська область          |
| 2024           | Наталія Семенова Донецька область               | Марія Стрєлєць Донецька область            | Карина Авраменко Дніпропетровська область    |
| 2025 (зимовий) | Наталія Семенова Донецька область               | Марина Кодацька Харківська область         | не вручалась                                 |
| 2025           | Наталія Семенова Донецька область               | Дар'я Козачок Житомирська область          | Наталія Бучинська Тернопільська область      |

### Метання молота
| Чемпіонат      | Золото                                          | Срібло                                          | Бронза                                          |
| -------------- | ----------------------------------------------- | ----------------------------------------------- | ----------------------------------------------- |
| 1992 (зимовий) |                                                 |                                                 |                                                 |
| 1992           | Наталія Василенко Донецька область              | Юлія Степанова Харківська область               | Тетяна Ліщун Донецька область                   |
| 1993 (зимовий) |                                                 |                                                 |                                                 |
| 1993           |                                                 |                                                 |                                                 |
| 1994 (зимовий) |                                                 |                                                 |                                                 |
| 1994           | Марина Пирог Київ                               | Ольга Малахова Луганська область                | Наталія Василенко Донецька область              |
| 1995 (зимовий) |                                                 |                                                 |                                                 |
| 1995           | Наталія Куницька Київ                           |                                                 | Тетяна Ліщун Донецька область                   |
| 1996 (зимовий) | Світлана Папу Донецька область                  |                                                 |                                                 |
| 1996           | Марина Пирог Київ                               |                                                 | Наталія Василенко Донецька область              |
| 1997 (зимовий) |                                                 |                                                 |                                                 |
| 1997           | Наталія Куницька Київ                           | Ольга Малахова Луганська область                | Ірина Секачова Київська область                 |
| 1998 (зимовий) |                                                 |                                                 |                                                 |
| 1998           | Ірина Мартиненко Київ                           | Ірина Секачова Київська область                 | Наталія Куницька Київ                           |
| 1999 (зимовий) | Ірина Секачова Київська область                 | Наталія Куницька Київ                           | Ірина Мартиненко Київ                           |
| 1999           | Наталія Куницька Київ                           | Ірина Секачова Київська область                 | Ірина Мартиненко Київ                           |
| 2000 (зимовий) | Ірина Секачова Київська область                 | Наталія Куницька Київ                           | Ірина Мартиненко Київ                           |
| 2000           | Ірина Секачова Київська область                 | Наталія Куницька Київ                           | Марина Резанова Київ                            |
| 2001 (зимовий) | Ірина Секачова Київська область                 | Наталія Куницька Київ                           | Ольга Клопова АР Крим                           |
| 2001           | Ірина Секачова Київська область                 | Марина Резанова Київ                            | Ольга Клопова АР Крим                           |
| 2002 (зимовий) | Ірина Секачова Київська область                 | Марина Резанова Київ                            | Ірина Мартиненко Київська область               |
| 2002           | Ірина Секачова Київська область                 | Марина Резанова Київ                            | Наталія Зледенна Київ                           |
| 2003 (зимовий) | Ірина Секачова Київська область                 | Марина Резанова Київ                            | Тетяна Чикіна Дніпропетровська область          |
| 2003           | Ірина Секачова Київська область                 | Марина Резанова Київ                            | Світлана Ковальчук Київ                         |
| 2004 (зимовий) | Інна Саєнко Київська область                    | Марина Резанова Київська область                | Наталія Зледенна Київ                           |
| 2004           | Ірина Секачова Київська область                 | Наталія Золотухіна Черкаська область            | Марина Резанова Київ                            |
| 2005 (зимовий) | Наталія Золотухіна Черкаська область            | Інна Саєнко Київська область                    | Марина Резанова Київська область                |
| 2005           | Ірина Секачова Київська область                 | Наталія Золотухіна Черкаська область            | Марина Резанова Київська область                |
| 2006 (зимовий) | Наталія Золотухіна Черкаська область            | Марина Резанова Київська область                | Ірина Новожилова Херсонська область             |
| 2006           | Ірина Секачова Херсонська область               | Наталія Золотухіна Черкаська область            | Інна Саєнко Херсонська область                  |
| 2007 (зимовий) | Ірина Новожилова Херсонська область             | Інна Саєнко Херсонська область                  | Наталія Золотухіна Черкаська область            |
| 2007           | Наталія Золотухіна Черкаська область            | Інна Саєнко Херсонська область                  | Ірина Секачова Київська область                 |
| 2008 (зимовий) | Ірина Секачова Київська область                 | Ірина Новожилова Херсонська область             | Інна Саєнко Херсонська область                  |
| 2008           | Ірина Секачова Київська область                 | Ірина Новожилова Херсонська область             | Інна Саєнко Херсонська область                  |
| 2009 (зимовий) | Заліна Маргієва Молдова                         | Ірина Секачова Київська область                 | Марина Маргієва Молдова                         |
| 2009           | Ірина Секачова Київська область                 | Ірина Новожилова Херсонська область             | Наталія Золотухіна Черкаська область            |
| 2010 (зимовий) | Марина Маргієва Молдова                         | Наталія Золотухіна Черкаська область            | Ірина Новожилова Херсонська область             |
| 2010           | Наталія Золотухіна Черкаська область            | Ірина Новожилова Херсонська область             | Ірина Секачова Київська область                 |
| 2011 (зимовий) | Заліна Маргієва Молдова                         | Марина Маргієва Молдова                         | Наталія Золотухіна Черкаська область            |
| 2011           | Наталія Золотухіна Черкаська область            | Ірина Новожилова Херсонська область             | Лідія Провозіна Черкаська область               |
| 2012 (зимовий) | Ірина Секачова Київська область                 | Ганна Скидан Київ                               | Ірина Новожилова Херсонська область             |
| 2012           | Ганна Скидан Київ                               | Ірина Новожилова Херсонська область             | Ірина Секачова Київська область                 |
| 2013 (зимовий) | Ірина Новожилова Херсонська область             | Ганна Скидан Київ                               | Наталія Золотухіна Черкаська область            |
| 2013           | Наталія Золотухіна Черкаська область            | Ірина Секачова Київська область                 | Ірина Новожилова Херсонська область             |
| 2014 (зимовий) | Ірина Новожилова Херсонська область             | Ірина Секачова Київ                             | Ірина Климець Волинська область                 |
| 2014           | Ганна Скидан Київ                               | Ірина Новожилова Херсонська область             | Ірина Климець Волинська область                 |
| 2015 (зимовий) | Ірина Новожилова Херсонська область             | Наталія Золотухіна Черкаська область            | Римма Філімошкіна Донецька область              |
| 2015           | Альона Шамотіна (Шуть) Дніпропетровська область | Ірина Секачова Київ                             | Ірина Новожилова Херсонська область             |
| 2016 (зимовий) | Ірина Климець Волинська область                 | Наталія Золотухіна Черкаська область            | Альона Шамотіна (Шуть) Дніпропетровська область |
| 2016           | Ірина Новожилова Херсонська область             | Альона Шамотіна (Шуть) Дніпропетровська область | Наталія Золотухіна Черкаська область            |
| 2017 (зимовий) | Ірина Климець Волинська область                 | Наталія Золотухіна Черкаська область            | Лідія Провозіна Черкаська область               |
| 2017           | Ірина Новожилова Херсонська область             | Альона Шамотіна (Шуть) Дніпропетровська область | Ірина Климець Волинська область                 |
| 2018 (зимовий) | Альона Шамотіна (Шуть) Дніпропетровська область | Ірина Климець Волинська область                 | Римма Філімошкіна Донецька область              |
| 2018           | Ірина Климець Волинська область                 | Альона Шамотіна (Шуть) Дніпропетровська область | Ірина Новожилова Херсонська область             |
| 2019 (зимовий) | Ірина Климець Волинська область                 | Альона Шамотіна (Шуть) Дніпропетровська область | Римма Філімошкіна Донецька область              |
| 2019           | Ірина Климець Волинська область                 | Ірина Новожилова Херсонська область             | Валерія Іваненко Черкаська область              |
| 2020 (зимовий) | Ірина Климець Волинська область                 | Альона Шамотіна (Шуть) Дніпропетровська область | Юлія Кисильова Херсонська область               |
| 2020           | Ірина Климець Волинська область                 | Альона Шамотіна (Шуть) Дніпропетровська область | Юлія Кисильова Херсонська область               |
| 2021 (зимовий) | Альона Шуть Дніпропетровська область            | Римма Філімошкіна Донецька область              | Юлія Кисильова Херсонська область               |
| 2021           | Ірина Климець Волинська область                 | Альона Шуть Дніпропетровська область            | Ірина Новожилова Херсонська область             |
| 2022 (зимовий) | Альона Шуть Дніпропетровська область            | Ірина Климець Волинська область                 | Римма Філімошкіна Донецька область              |
| 2022           | Ірина Климець Волинська область                 | Альона Шуть Дніпропетровська область            | Валерія Іваненко-Кириліна Черкаська область     |
| 2023 (зимовий) | Олена Хамаза Волинська область                  | Римма Філімошкіна Донецька область              | Юлія Кисильова Херсонська область               |
| 2023           | Ірина Климець Волинська область                 | Олена Хамаза Волинська область                  | Вікторія Сахно Київ                             |
| 2024 (зимовий) | Ірина Климець Волинська область                 | Ганна Скидан Азербайджан                        | Олена Хамаза Волинська область                  |
| 2024           | Ірина Климець Волинська область                 | Валерія Дмитровська Київ                        | Олена Хамаза Волинська область                  |
| 2025 (зимовий) | Ірина Климець Волинська область                 | Олена Хамаза Волинська область                  | Юлія Кисильова Донецька область                 |
| 2025           | Ірина Климець Волинська область                 | Олена Хамаза Волинська область                  | Вікторія Сахно Київ                             |

### Метання списа
| Чемпіонат      | Золото                                         | Срібло                                         | Бронза                                      |
| -------------- | ---------------------------------------------- | ---------------------------------------------- | ------------------------------------------- |
| 1992 (зимовий) |                                                |                                                |                                             |
| 1992           | Ірина Костюченкова Харківська область          | Наталія Чернієнко Харківська область           | Ірина Солодка Харківська область            |
| 1993 (зимовий) |                                                |                                                |                                             |
| 1993           | Ірина Костюченкова Харківська область          | Ірина Солодка Харківська область               | Надія Кобрин Донецька область               |
| 1994 (зимовий) |                                                |                                                |                                             |
| 1994           | Ірина Костюченкова Харківська область          | Ольга Іванкова Харківська область              |                                             |
| 1995 (зимовий) |                                                |                                                |                                             |
| 1995           | Ольга Іванкова Харківська область              |                                                | Ірина Костюченкова Харківська область       |
| 1996 (зимовий) |                                                |                                                |                                             |
| 1996           | Ольга Іванкова Харківська область              |                                                |                                             |
| 1997 (зимовий) |                                                |                                                |                                             |
| 1997           | Ольга Іванкова Харківська область              | Надія Кобрин Донецька область                  | Валерія Порядіна Чернігівська область       |
| 1998 (зимовий) |                                                |                                                |                                             |
| 1998           | Надія Кобрин Донецька область                  | Ольга Іванкова Харківська область              | Людмила Гаманюк Харківська область          |
| 1999 (зимовий) | Надія Кобрин Донецька область                  | Ольга Іванкова Харківська область              | Валерія Порядіна Чернігівська область       |
| 1999           | Христина Кліщевська Київ                       | Людмила Гаманюк Донецька область               | Валерія Порядіна Чернігівська область       |
| 2000 (зимовий) | Тетяна Ляхович Івано-Франківська область       | Надія Кобрин Донецька область                  | Валерія Порядіна Чернігівська область       |
| 2000           | Надія Кобрин Донецька область                  | Ольга Іванкова Харківська область              | Тетяна Ляхович Івано-Франківська область    |
| 2001 (зимовий) | Лілія Титаренко (Аполосова) Запорізька область | Людмила Гаманюк Донецька область               | Ганна Сластіна (Боєва) Харківська область   |
| 2001           | Тетяна Ляхович Івано-Франківська область       | Лілія Титаренко (Аполосова) Запорізька область | Людмила Гаманюк Донецька область            |
| 2002 (зимовий) | Христина Кліщевська Київ                       | Людмила Гаманюк Донецька область               | Тетяна Ляхович Івано-Франківська область    |
| 2002           | Христина Кліщевська Київ                       | Надія Кобрин Донецька область                  | Тетяна Ляхович Івано-Франківська область    |
| 2003 (зимовий) | Христина Кліщевська Київ                       | Тетяна Ляхович Івано-Франківська область       | Надія Кобрин Донецька область               |
| 2003           | Ганна Сластіна (Боєва) Миколаївська область    | Ірина Харун Харківська область                 | Надія Кобрин Донецька область               |
| 2004 (зимовий) | Ганна Сластіна (Боєва) Миколаївська область    | Надія Кобрин Донецька область                  |                                             |
| 2004           | Тетяна Ляхович Івано-Франківська область       | Ольга Іванкова Харківська область              | Ганна Сластіна (Боєва) Миколаївська область |
| 2005 (зимовий) | Ганна Сластіна (Боєва) Харківська область      | Ольга Іванкова Харківська область              |                                             |
| 2005           | Ольга Іванкова Харківська область              | Ганна Сластіна (Боєва) Харківська область      | Віра Ребрик (Маркарян) Харківська область   |
| 2006 (зимовий) | Ольга Іванкова Харківська область              | Віра Ребрик (Маркарян) АР Крим                 | Ганна Сластіна (Боєва) Харківська область   |
| 2006           | Ольга Іванкова Харківська область              | Віра Ребрик (Маркарян) АР Крим                 | Маргарита Дорожон Дніпропетровська область  |
| 2007 (зимовий) | Тетяна Ляхович Івано-Франківська область       | Віра Ребрик (Маркарян) АР Крим                 | Віта Шумейко Київська область               |
| 2007           | Тетяна Ляхович Івано-Франківська область       | Ольга Іванкова Харківська область              | Ірина Харун Харківська область              |
| 2008 (зимовий) | Віра Ребрик (Маркарян) АР Крим                 | Маргарита Дорожон Дніпропетровська область     | Вікторія Середа (Семенюк) Волинська область |
| 2008           | Тетяна Ляхович Івано-Франківська область       | Віра Ребрик (Маркарян) АР Крим                 | Ольга Іванкова Харківська область           |
| 2009 (зимовий) | Віра Ребрик (Маркарян) АР Крим                 | Маргарита Дорожон Дніпропетровська область     |                                             |
| 2009           | Ольга Іванкова Харківська область              | Вікторія Середа (Семенюк) Волинська область    | Віта Шумейко Київська область               |
| 2010 (зимовий) | Віра Ребрик (Маркарян) АР Крим                 | Ганна Гацько Запорізька область                | Анна Котенко Київська область               |
| 2010           | Віра Ребрик (Маркарян) АР Крим                 | Ольга Іванкова Харківська область              | Ганна Гацько Запорізька область             |
| 2011 (зимовий) | Ганна Гацько Запорізька область                | Віра Ребрик (Маркарян) АР Крим                 | Ганна Хабіна Київ                           |
| 2011           | Віра Ребрик (Маркарян) АР Крим                 | Ганна Хабіна Київ                              | Маргарита Дорожон Дніпропетровська область  |
| 2012 (зимовий) | Ганна Гацько Запорізька область                | Маргарита Дорожон Харківська область           | Марія Остапчук АР Крим                      |
| 2012           | Віра Ребрик (Маркарян) АР Крим                 | Маргарита Дорожон Харківська область           | Ганна Хабіна Київ                           |
| 2013 (зимовий) | Віра Ребрик (Маркарян) АР Крим                 | Ганна Хабіна Київ                              | Катерина Дерун Київ                         |
| 2013           | Маргарита Дорожон Харківська область           | Ганна Гацько Запорізька область                | Віра Ребрик (Маркарян) АР Крим              |
| 2014 (зимовий) | Ганна Гацько-Федусова Запорізька область       | Тетяна Холодович Білорусь                      | Тамара Євдокимова Львівська область         |
| 2014           | Ганна Гацько-Федусова Запорізька область       | Катерина Дерун Київська область                | Тетяна Фетіскіна (Ничипорчук) Київ          |
| 2015 (зимовий) | Ганна Гацько-Федусова Запорізька область       | Ольга Голембовська Львівська область           | Ірина Новожилова Херсонська область         |
| 2015           | Катерина Дерун Київська область                | Ганна Гацько-Федусова Запорізька область       | Тетяна Фетіскіна (Ничипорчук) Київ          |
| 2016 (зимовий) | Катерина Ретіва-Довгенко Харківська область    | Тетяна Фетіскіна (Ничипорчук) Київ             | Тамара Євдокимова Львівська область         |
| 2016           | Ганна Гацько-Федусова Запорізька область       | Катерина Дерун Київська область                | Катерина Ретіва-Довгенко Харківська область |
| 2017 (зимовий) | Ганна Гацько-Федусова Запорізька область       | Тетяна Фетіскіна (Ничипорчук) Київ             | Тамара Євдокимова Львівська область         |
| 2017           | Ганна Гацько-Федусова Запорізька область       | Тетяна Фетіскіна (Ничипорчук) Київ             | Василина Бєлова Івано-Франківська область   |
| 2018 (зимовий) | Ганна Гацько-Федусова Запорізька область       | Катерина Дерун Київська область                | Юлія Гонько-Ляшенко Львівська область       |
| 2018           | Катерина Дерун Київська область                | Ганна Гацько-Федусова Запорізька область       | Анна Лагода Волинська область               |
| 2019 (зимовий) | Ганна Гацько-Федусова Запорізька область       | Тамара Євдокимова Львівська область            | Оля Голембовська Львівська область          |
| 2019           | Ганна Гацько-Федусова Запорізька область       | Тетяна Фетіскіна (Ничипорчук) Київ             | Олександра Зарицька Київська область        |
| 2020 (зимовий) | Ганна Гацько Запорізька область                | Тетяна Ничипорчук Київ                         | Анастасія Іванова Дніпропетровська область  |
| 2020           | Тетяна Ничипорчук Київ                         | Маргарита Дорожон Ізраїль                      | Ганна Гацько Запорізька область             |
| 2021 (зимовий) | Ганна Гацько Запорізька область                | Тетяна Ничипорчук Київ                         | Тамара Євдокимова Львівська область         |
| 2021           | Ганна Гацько Запорізька область                | Тетяна Ничипорчук Київ                         | Аліна Шух Київська область                  |
| 2022 (зимовий) | Ганна Гацько Запорізька область                | Тетяна Ничипорчук Київ                         | Анастасія Іванова Дніпропетровська область  |
| 2022           | Ганна Гацько Київ                              | Аліна Шух Київ                                 | Еріка Лукач Київська область                |
| 2023 (зимовий) | Ганна Гацько Київ                              | Аліна Шух Київ                                 | Поліна Шапочка Запорізька область           |
| 2023           | Вікторія Банира Черкаська область              | Антоніна Корнєєва Дніпропетровська область     | Ганна Гацько Київ                           |
| 2024 (зимовий) | Ганна Гацько Київ                              | Аліна Шух Київ                                 | Вікторія Банира Черкаська область           |
| 2024           | Аліна Шух Київ                                 | Вікторія Банира Черкаська область              | Ганна Гацько Київ                           |
| 2025 (зимовий) | Ганна Гацько Київ                              | Поліна Шапочка Запорізька область              | не вручалась                                |
| 2025           | Вікторія Банира Черкаська область              | Поліна Шапочка Запорізька область              | Ярослава Аполосова Запорізька область       |

## Багатоборство

### Семиборство
| Чемпіонат | Золото                                           | Срібло                                              | Бронза                                        |
| --------- | ------------------------------------------------ | --------------------------------------------------- | --------------------------------------------- |
| 1992      | Марина Щербина Київська область                  | Тетяна Холодовська Черкаська область                | Жанна Будиловська Донецька область            |
| 1993      | Марина Щербина Київська область                  | Жанна Будиловська Донецька область                  | Ірина Матюшева Київ                           |
| 1994      | Ірина Матюшева Київ                              | Олена Болкун Луганська область                      | Олена Ніколюк Київська область                |
| 1995      | Марина Щербина Київська область                  | Олена Ніколюк Київська область                      | Тетяна Шутеєва Харківська область             |
| 1996      | Юлія Акуленко Дніпропетровська область           | Марина Щербина Київська область                     | Оксана Шутко Київ                             |
| 1997      | Юлія Акуленко Дніпропетровська область           | Марина Щербина Київська область                     | Людмила Коваленко (Блонська) Київська область |
| 1998      | Людмила Коваленко (Блонська) Київська область    | Юлія Акуленко Дніпропетровська область              | Людмила Шевчук Харківська область             |
| 1999      | Ельміра Соховтінова Донецька область             | Людмила Блонська Київська область                   | Юлія Акуленко Дніпропетровська область        |
| 2000      | Людмила Блонська Київська область                | Юлія Акуленко Дніпропетровська область              | Оксана Шутко Київська область                 |
| 2001      | Марина Брюхач (Брєзгіна) Харківська область      | Наталія Добринська Вінницька область                | Євгенія Мазуренко Дніпропетровська область    |
| 2002      |                                                  |                                                     |                                               |
| 2003      | Ганна Мельниченко (Касьянова) Полтавська область | Юлія Якименко Дніпропетровська область              | Єлізавета Іващенко Харківська область         |
| 2004      | Юлія Акуленко Дніпропетровська область           | Марина Брєзгіна Харківська область                  |                                               |
| 2005      | Юлія Акуленко Дніпропетровська область           | Людмила Йосипенко Київська область                  | Марина Брєзгіна Харківська область            |
| 2006      | Марина Брєзгіна Харківська область               | Ганна Мельниченко (Касьянова) Полтавська область    | Людмила Йосипенко Київська область            |
| 2007      | Людмила Блонська Київська область                | Наталія Добринська Вінницька область                | Оксана Кузьмінок АР Крим                      |
| 2008      | Людмила Йосипенко Київська область               | Ганна Мельниченко (Касьянова) Полтавська область    | Вікторія Добринська Вінницька область         |
| 2009      | Людмила Йосипенко Київська область               | Дар'я Грачова Дніпропетровська область              | Наталія Халаїмова Луганська область           |
| 2010      | Інна Ахкозова Київська область                   | Аліна Фьодорова Київська область                    | Ірина Ількевич Одеська область                |
| 2011      | Людмила Йосипенко Київська область               | Катерина Нєцвєтаєва Білорусь                        | Ольга Борисенко-Пушкіна Запорізька область    |
| 2012      | Ганна Мельниченко (Касьянова) Полтавська область | Аліна Фьодорова Київська область                    | Анастасія Мохнюк Київська область             |
| 2013      | Аліна Фьодорова Київська область                 | Ольга Пушкіна Запорізька область                    | Наталія Башли Одеська область                 |
| 2014      | Дарина Слобода Київська область                  | Катерина Столярова Херсонська область               | Юлія Марченко Харківська область              |
| 2015      | Інна Синиця Полтавська область                   | Рімма Гордієнко (Буйненко) Дніпропетровська область | Дарина Слобода Київська область               |
| 2016      | Дарина Слобода Київська область                  | Ася Бардіс Харківська область                       | Анастасія Черемісіна Київська область         |
| 2017      | Дарина Слобода Київська область                  | Рімма Гордієнко (Буйненко) Дніпропетровська область | Ася Бардіс Харківська область                 |
| 2018      | Дарина Слобода Київська область                  | Рімма Гордієнко (Буйненко) Дніпропетровська область | Ірина Рофе-Бекетова Харківська область        |
| 2019      | Дарина Слобода Київська область                  | Аліна Шух Київська область                          | Рімма Буйненко Дніпропетровська область       |
| 2020      | Аліна Шух Київська область                       | Ганна Касьянова Запорізька область                  | Анастасія Мохнюк Київська область             |
| 2021      | Ганна Касьянова Запорізька область               | Юлія Лобан Чернігівська область                     | Ірина Рофе-Бекетова Харківська область        |
| 2022      | Тетяна Білик Харківська область                  | Валерія Мухоброд Київ                               | Марія Слобода Київська область                |
| 2023      | Дарина Слобода Київська область                  | Дарина Слобода Київ                                 | Тетяна Білик Харківська область               |
| 2024      | Тетяна Білик Харківська область                  | Альбіна Зайцева Київ                                | Валерія Мухоброд Київ                         |
| 2025      | Дарина Слобода Київська область                  | Юлія Лобан Чернігівська область                     | Тетяна Білик Харківська область               |